# Ganoderma chalceum
Ganoderma chalceum är en svampart som först beskrevs av Mordecai Cubitt Cooke, och fick sitt nu gällande namn av Steyaert 1967. Ganoderma chalceum ingår i släktet Ganoderma och familjen Ganodermataceae.   Inga underarter finns listade i Catalogue of Life.